# فيليب ريفرز
فيليب ريفرز (بالإنجليزية: Philip Rivers)‏ هو لاعب كرة قدم أمريكية أمريكي، ولد في 8 ديسمبر 1981 في ديكاتور في الولايات المتحدة.

## وصلات خارجية
- فيليب ريفرز على موقع إي إس بي إن.كوم (أن.أف.أل)3
- فيليب ريفرز على موقع مرجع كرة القدم المحترفة.كوم (الإنجليزية)
- فيليب ريفرز على موقع كلية كرة القدم في سبورتس رفرنس.كوم (الإنجليزية)